# アハマド・ブーガンマール
アハマド・ブーガンマール(アラビア語: أحمد بوغمار、Ahmed Bughammar、1997年12月30日- )は、バーレーンのプロサッカー選手。アル・ハールディーヤSC所属、ポジションはDF。サッカーバーレーン代表、U-23同代表。
日本語では、アハメド・ブガンマルと表記されることがある。

## 経歴

### クラブ
アル・ヒッドでは、AFCカップ2017などに出場。

### 代表
AFC U-19選手権2016出場、同選手権ではグループリーグのタイ戦で1ゴールを記録している。チームはベスト8。
ガルフカップ2017では代表メンバー入りした。